# Saqqez

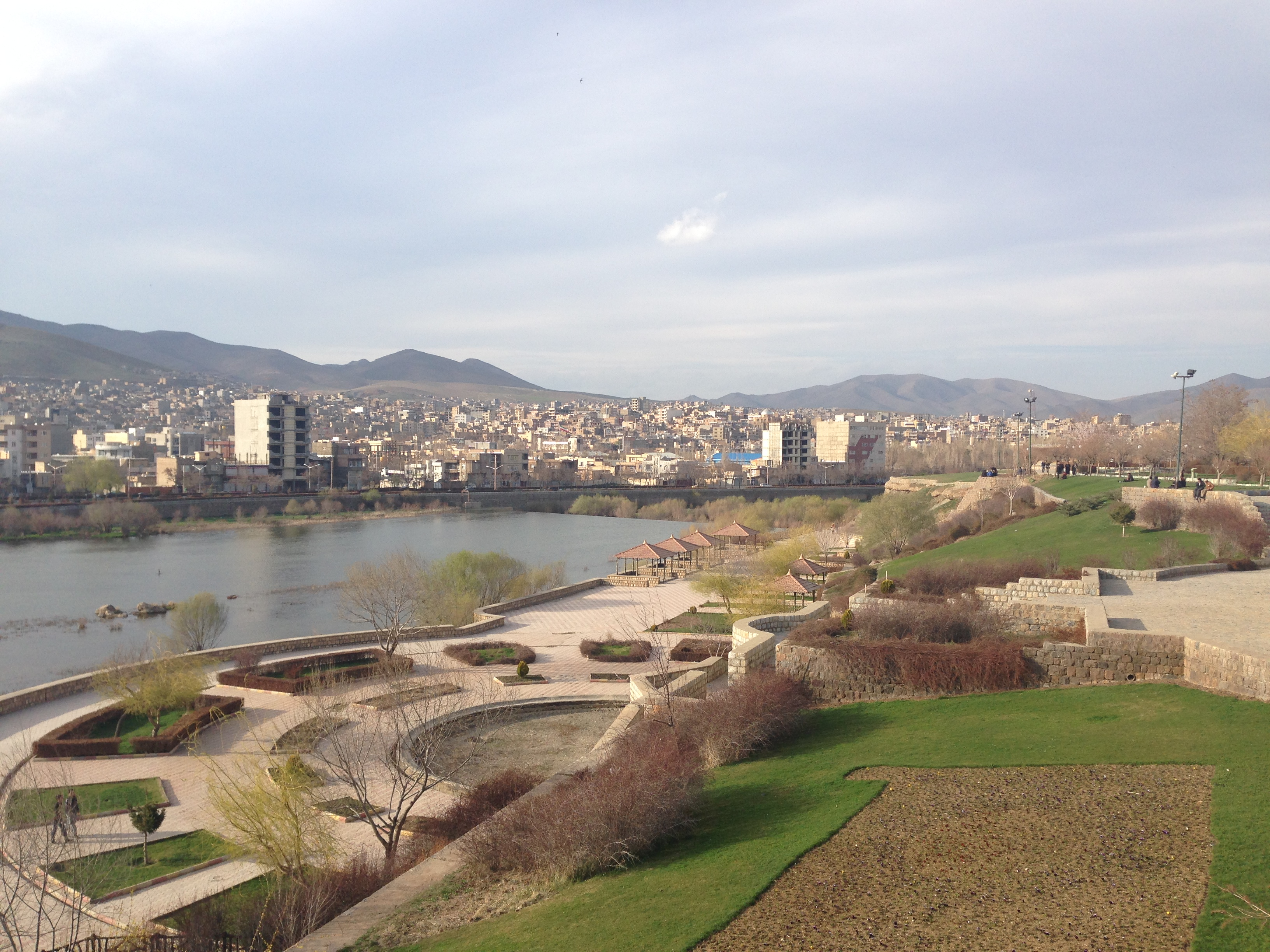

Saqqez este un oraș din Iran.

## Personalități născute aici
- Mahsa (Jina) Amini (2000 - 2022), activistă împotriva violenței asupra femeii în Iran.